# Enslaved: Odyssey to the West
Enslaved: Odyssey to the West è un videogioco di azione/avventura sviluppato da Ninja Theory e pubblicato da Namco Bandai per PlayStation 3 e Xbox 360 nel 2010 ed il 25 ottobre 2013 per PC nella versione Premium Edition contenente tutti i DLC usciti su console.
Il gioco, soprattutto per i personaggi e per il tema del viaggio, è chiaramente ispirato al classico della letteratura cinese Viaggio in Occidente, mentre per il tema della realtà virtuale in cui vive l'umanità, senza sapere di essere in verità schiava di macchine tecnologiche in un mondo ormai arido e desolato, è una chiara ispirazione a Matrix.

## Trama
La storia, ambientata in un futuro post-apocalittico, inizia su una nave volante che trasporta schiavi. Su questa nave, presidiata da alcuni mech, è prigioniero Monkey, un vagabondo rapito giorni prima. Ad un tratto, la gabbia di fronte a lui si apre e ne fuoriesce una splendida ragazza. Non sentendo i richiami di Monkey la ragazza si avvicina ad un pannello di controllo della nave ed inizia ad armeggiarci. Di lì a poco l'aeronave inizia a collassare e perdere quota. Uno scossone distrugge la cella di Monkey che finalmente può scappare. La nave inizia ad esplodere e molti schiavi fuggono o rimangono uccisi. Monkey cerca di raggiungere più in fretta possibile le capsule di salvataggio della nave prima che vengano tutte prese dai fuggiaschi. Ma prima deve riuscire a raggiungere la stiva per riprendere le proprie cose, tra le quali un potentissimo "bastone tecnologico" in grado di allungarsi, immagazzinare e liberare energia al plasma e un dispositivo di trasporto energetico (funzionante come un Overboard) che lui chiama Nuvola. A complicare le cose ci sono i robot, che si attivano ed iniziano a falcidiare gli schiavi in fuga. Monkey raggiunge finalmente l'ultima capsula di salvataggio rimasta, ma la trova occupata dalla ragazza che ha manomesso i sistemi della nave. Lui le urla di farlo entrare, ma lei si spaventa e preme il pulsante di espulsione scagliando entrambi verso la città morta di New York. Anche la nave schiavi si schianta nei pressi del Ponte di Brooklyn, ormai distrutto.
Monkey si risveglia nella Central Station di New York, con accanto la ragazza, ma cercando di rialzarsi qualcosa gli provoca un dolore incredibile. Sulla testa ora ha una fascia da schiavo come quelli presenti nella nave impiantata dalla ragazza spaventata. Questa fascia è in grado di rilasciare dosi controllate di energia in grado di infliggere un dolore lancinante allo schiavo che vi è sottoposto e si attiva con dei comandi vocali preimpostati. In più la fascia è settata sul battito cardiaco della ragazza. Non solo Monkey dovrà fare tutto ciò che lei ordina, ma se la ragazza dovesse allontanarsi troppo o morire, anche lui morirà. La donna misteriosa si chiama Trip ed è la figlia del capo di un insediamento umano a più di 500 km da lì. Monkey è furioso, ma non ha scelta: dovrà tenere in vita Trip e scortarla fino al suo villaggio natale.
L'unico modo che hanno di affrontare il lungo viaggio è recuperare la moto di Monkey dal relitto della nave. Il percorso è lungo ed accidentato, costellato da robot e minacce di ogni sorta, ma attraverso una poco spontanea collaborazione, i due riescono a farsi strada nella giungla di asfalto di una New York distrutta ed abitata solo da robot. Intanto un bizzarro effetto collaterale dovuto alla fascia provoca delle inquietanti allucinazioni a Monkey. All'improvviso lo assalgono visioni della città prima della distruzione e soprattutto della vita personale di un uomo sconosciuto in quella città.
Inizialmente conflittuale, il rapporto tra i due inizia ad evolversi verso una bizzarra sorta di mutua fiducia. Raggiunto il relitto e recuperata la moto, il viaggio di entrambi sembra farsi più semplice. Durante la notte i due si accampano. Ormai manca mezza giornata di viaggio per raggiungere la destinazione, Trip è dispiaciuta per il modo in cui ha imprigionato Monkey e gli propone di stabilirsi nel suo villaggio una volta lì. Ma Monkey non sembra convinto: ha vissuto troppi anni da vagabondo per stabilirsi in un solo luogo.
I due raggiungono la città corazzata da cui Trip proviene, ma qualcosa di sconvolgente li accoglie: I robot, comandati da Pyramid, hanno catturato o sterminato tutti gli abitanti del villaggio. Trip è disperata e, noncurante delle minacce costituite dai mech rimasti appostati nel villaggio, si getta alla ricerca di superstiti senza però trovarne ed infine trova il cadavere di suo padre. Furiosa e devastata, Trip vuole solo vendicarsi di Pyramid e dei robot e liberare gli abitanti del villaggio che sopravvissuti sono stati fatti schiavi. Per questo non adempirà alla sua promessa e non libererà Monkey dalla sua fascia. Impietosito per le disgrazie della ragazza, Monkey non ribatte nemmeno.
L'unico alleato che resta a Trip è un vecchio amico di famiglia: Pigsy, un bizzarro contrabbandiere di tecnologia che ha scelto di insediarsi nella discarica dove prima sorgeva la fabbrica dei mech da guerra, le cui gigantesche carcasse ancora giacciono nell'acquitrino tossico. Superati i sistemi di sicurezza, Trip trova Pigsy che la accoglie a braccia aperte, sebbene la notizia della morte del suo vecchio amico lo rattristi enormemente. A questo punto Pigsy chiede quali sono le intenzioni di Trip, e lei risponde di voler vendicarsi degli schiavisti comandati da Pyramid, l'uomo che ha cominciato a schiavizzare i sopravvissuti a una guerra che ha lasciato le grandi metropoli della terra in rovina. Pigsy consiglia di costruirsi un veicolo volante per andare a dirottare il Leviathan,un grosso mech che dovrebbe servire a schiavizzare tutti i restanti superstiti. Una volta costruito il veicolo si preparano a raggiungere la diga dove è nascosto il Leviathan.
Una volta giunti però vengono identificati come intrusi, così vengono attaccati da dei missili ma riescono a fuggire grazie ad una capsula di salvataggio che avevano incluso nel veicolo. A questo punto Monkey, Trip e Pigsy si infiltrano nella diga attraverso i condotti di aerazione e dopo aver rubato un sottomarino per raggiungere il Leviathan riescono a dirottarlo e a dirigersi verso Pyramid.
Ad attenderli però vi sono degli scorpioni robot e dei parassiti robot che vengono annientati da Monkey e dal Leviathan, ma quando i nemici si fanno troppi e il Levithan è quasi distrutto Pigsy fa prima uscire Trip e Monkey e poi fa saltare in aria il Leviathan con lui all'interno.
Ora restano Monkey e Trip che proseguono verso Pyramid, il quale ha come base una piramide bianca in mezzo al deserto.
A questo punto, entrati nella base, trovano Pyramid e sotto di lui gli schiavi che restano fermi e in piedi apparentemente senza motivo. Pyramid si mostra come un uomo mascherato, che è collegato tramite cavi e tubi ad un computer che lo mantiene in vita, e gli dà il controllo sugli schiavi. Mentre i due protagonisti avanzano, Pyramid li ferma, e spiega loro che lui racchiude le memorie di un uomo vissuto prima della guerra che ha spazzato via gran parte della Terra e dell'umanità, cioè lui stesso, e queste memorie le presenta come una serie di immagini agli schiavi, le stesse che Monkey vedeva nella fascia proprio perché Pyramid le condivide con gli altri schiavizzati. Siccome però la fascia di Monkey era riprogrammata, lui vedeva a brevi tratti queste immagini e non sempre come gli altri schiavi.
Pyramid inoltre spiega che lui fa tutto questo perché ha l'ambizioso progetto di schiavizzare tutti i superstiti rimasti e far indossar loro la fascia per far credere loro di essere ancora nel vecchio mondo in modo da dargli una nuova vita, seppur illusoria e virtuale, creata in base alle immagini del vecchio mondo, in quanto sarebbe una sofferenza vivere nel mondo reale ormai desolato e post-apocalittico. Pyramid è dunque convinto di stare agendo per il meglio, e ha creato dei micidiali robot guerrieri per difendersi dagli attacchi di coloro che non vogliono essere schiavizzati.
Propone quindi a Monkey e Trip di provare a indossare la sua maschera e Monkey si offre di provare: a questo punto la faccia di Pyramid viene rivelata e si vede un uomo molto anziano che per allungarsi la vita attraverso gli anni si è collegato a un computer che mantiene stabili le sue funzioni vitali.
Monkey indossa la maschera e vedendo il mondo com'era (ossia quello dei giorni nostri, prima della guerra) conferma che è bellissimo, ma l'illusione non dura a lungo perché nel frattempo Trip uccide Pyramid scollegando i cavi che lo tenevano in vita, non sopportando l'idea di perdere l'unica amicizia che gli è rimasta, e a quel punto la fascia di Monkey viene disattivata come tutte le fasce degli altri schiavi.
Trip chiede a Monkey se ha fatto la cosa giusta, ma lui la abbraccia e non le dà risposta.
L'avventura termina con la piramide bianca di Pyramid disattivata e gli schiavi liberati che, disorientati, si preparano a fuggire.

## Modalità di gioco
Il titolo è un tipico gioco d'azione dove si alternerano momenti di esplorazione in cui raggiungere vari obiettivi (quasi in stile platform) a momenti di combattimento in mischia.
Oltre alla salute del protagonista si dovrà anche prestare attenzione a Trip, che accompagnerà il protagonista in ogni momento della storia.
La struttura dei livelli e gli obiettivi da raggiungere nella città devastata e riconquistata della vegetazione verranno poi ripresi nel videogioco The Last of Us, che condivide con il suddetto titolo lo stesso Lead designer.
L'azione di gioco tuttavia si snoda solo come contorno alla trama, che richiede circa 10-15 ore di gioco.
Il prodotto è disponibile completamente tradotto in lingua italiana, dialoghi compresi.

## Personaggi
- Monkey (doppiato da Claudio Moneta): protagonista del gioco, rivela di non possedere un vero nome, ma di venir così chiamato da tutti per via delle sue abilità atletiche. Le sue fattezze e le sue armi si ispirano chiaramente al personaggio di Sun Wukong.
- Trip (doppiata da Elena Gianni): ragazza che affianca Monkey lungo tutta la storia. Il suo nome completo è Tripitaka.
- Pigsy (doppiato da Marco Balbi): amico di Trip e di suo padre, aiuterà lei e Monkey a raggiungere Pyramid. È ispirato al personaggio di Zhu Wuneng.
- Pyramid (doppiato da Claudio Ridolfo): misterioso antagonista del gioco, al comando di tutti i robot e rapitore, a inizio avventura, dei due protagonisti.

Le fattezze dei protagonisti inoltre ricordano molto il manga The Monkey del 1967, sempre ispirato alla medesima opera classica cinese.

## Accoglienza e critica
La critica specializzata si è detta a dir poco entusiasta del titolo, ritenuto dotato di una bellezza e un'esperienza ludica tale da rasentare l'eccellenza.
Everyeye.it assegna al gioco un voto pari a 9 (contro il 7.9 dei lettori) lodando la grafica e le animazioni così realistiche da essere praticamente pari a quelle di Heavy Rain, per bellezza e perfezione. I dialoghi, interamente doppiati in italiano, e il comparto sonoro sono stupendi e ben adattati alle situazioni. Buone la trama e la longevità, che si attesta tra le 10 e le 15 ore per completare il gioco. Pochi, microscopici e soprassedibili i difetti, che comunque non minano la maestosità del titolo.
Gameplayer valuta il titolo con un 92/100. Da una parte sono totalmente azzeccati e ben sviluppati i personaggi, la storia intrigante e i paesaggi "artisticamente sublimi", dall'altra si segnala qualche carenza nel frame rate e la scarsa rigiocabilità.
SpazioGames.it chiude la recensione con un 8.5 (concorde con i lettori), definendo Enslaved stilisticamente bellissimo, dal gameplay vario e divertente, con eccellenti animazioni e una trama "che rapirà fino alla fine", seppur non molto originale. Unico difetto è la poca rifinitura di alcuni piccoli aspetti tecnici.
Multiplayer.it si pronuncia per un 8.4 (anche qui in accordo coi lettori), dando un giudizio positivo ai personaggi, all'ambientazione, alla dinamicità dell'azione e alla varietà di situazioni. Note dolenti i combattimenti poco impegnativi, le fasi platform quasi solo coreografiche, qualche problema di fluidità.
Gamesurf.it gli assegna un 8, definendolo un gioco capace di tenere il giocatore incollato allo schermo; la trama è piacevolmente narrata e la longevità è media.
La rivista Play Generation lo classificò come il terzo migliore titolo d'azione del 2010.

### Vendite
Nonostante le ottime critiche ricevute e il risultato più che buono di 800 000 copie vendute, Namco si è detta delusa delle aspettative, che volevano raggiunto il milione di unità vendute.
Questa parziale delusione nelle vendite ha portato la casa produttrice ad abbandonare i progetti collegati al titolo, inclusi i suoi possibili sequel.

## Pigsy e il compagno perfetto
Pigsy e il compagno perfetto è un DLC scaricabile di Enslaved. È un prequel della storia principale in cui i giocatori prendono il controllo del personaggio Pigsy. Il DLC è stato pubblicato per la prima volta su entrambe le piattaforme il 23 novembre 2010.
A differenza di Monkey, Pigsy utilizza una mano meccanica attaccata al proprio braccio, che utilizza come rampino per raggiungere luoghi più alti e oscillare per evitare gli ostacoli. Quando combatte, Pigsy utilizza un fucile e 4 tipi di granate. Ci sono anche varie sezioni stealth.

## Doppiaggio
| Personaggio | Voce italiana   |
| ----------- | --------------- |
| Monkey      | Claudio Moneta  |
| Tripitaka   | Elena Gianni    |
| Pigsy       | Marco Balbi     |
| Pyramid     | Claudio Ridolfo |